# 隆基 (沃洛奇斯克區)
49°38′9″N 26°22′25″E / 49.63583°N 26.37361°E
隆基（烏克蘭語：Лонки）是位於烏克蘭西部的村莊，由赫梅利尼茨基州裡赫梅利尼茨基區的沃洛奇斯克市鎮負責管轄。該村面積1.61平方公里，海拔高度324米，2001年人口486，人口密度每平方公里301.9人。